# Cheo cheo Napu
Cheo cheo Napu hoặc Napu (danh pháp hai phần: Tragulus napu) là một loài động vật guốc chẵn thuộc họ Cheo cheo. Tại Việt Nam, loài này sống ở vài tỉnh miền trung.
Phân loại sinh học cũng như tên gọi loài này đang gây ra nhiều tranh cãi (xem văn bản).

## Đặc điểm nhận dạng
Cheo cheo Napu có ngoại hình rất giống với cheo cheo Nam Dương, nhưng kích thước lớn hơn. Trọng lượng trung bình 4 – 6 kg. Bộ lông thô hơn cheo Nam Dương, có nhiều màu: nâu vàng, nâu đỏ, thường là nâu xám; hai bên sườn và chân nhạt màu hơn. Dưới cằm, họng có 5 vệt lông trắng, 4 vệt chung gốc, một vệt ở giữa tự do. Đực, cái đều không có sừng, không tuyến trước ổ mắt; răng nanh mọc dài ngoài mép, thiếu răng cửa trên.

## Sinh học, sinh thái
Giống như cheo Nam Dương, cheo Napu ăn lá cây, chồi, quả, cỏ… và có thể ăn một ít thức ăn động vật nhỏ. Mùa sinh sản chưa xác định được nhưng theo Medway (1969), cheo mang thai 152 - 172 ngày, đẻ mỗi năm 1 lứa/1 con. Con non đẻ ra đã phát triển đầy đủ, đứng được, cai sữa sau 2 - 3 tháng; thành thục lúc 4 - 5 tháng tuổi và có thể sống đến 14 năm. Cheo napu thích sống đơn độc, chỉ ghép đôi khi động dục, thích ở rừng rậm hoặc rừng thưa, nơi tương đối bằng phẳng, có nhiều cây bụi rậm rạp. Hoạt động chủ yếu về đêm.

## Phân bố
Trong nước: Chưa thu được mẫu vật tại bất kỳ đâu, trừ một mẫu mà ông Thomas thu được năm 1910 tại Nha Trang - Khánh Hòa. Theo tài liệu điều tra năm 1983, có thể cheo napu còn tại Quảng Nam - Đà Nẵng (Trà My), Quảng Ngãi (Ba Tơ), Phú Yên (Tây Sơn) nhưng chưa được xác định.

## Giá trị
Là một trong những loài thú Guốc chẵn cổ nhất, là nguồn gen quý hiếm của rừng nhiệt đới Đông nam Á.
Tình trạng: Hiện nay Việt Nam chưa xác định được cheo cheo Napu còn tồn tại nơi nào. Nhưng theo vài điều tra, có thể chúng còn ở một số tỉnh phía Nam (không chắc chắn). Rất có thể loài này đã bị tuyệt chủng.
Phân hạng: DD.

## Biện pháp bảo vệ
Được xếp vào Sách đỏ Việt Nam xếp bậc E, tuy nhiên Nhà nước chưa có văn bản bảo vệ. Đề nghị: Khẩn trương điều tra ở các tỉnh phía Nam, phát hiện, bảo vệ; Nhà nước sớm có văn bản cấm săn bắt tuyệt đối loài thú quý hiếm này.
Tài liệu dẫn: Sách đỏ Việt Nam - phần động vật – trang 31.

## Tranh cãi
Theo sách đỏ Việt Nam từ năm 2000 đến 2004, cho rằng chi Tragulus chỉ gồm 2 loài, danh pháp Tragulus napu được đặt dành cho cheo cheo Napu, ghi chép phân bố tại Việt Nam, trải dài từ Đà Nẵng đến Khánh Hòa.
Tuy nhiên, từ năm 2004 đến nay, phân loại sinh học thay đổi, giới khoa học phân chia chi Tragulus gồm 6 loài khác nhau, danh pháp T. napu được chuyển sang dành cho hươu chuột lớn, không còn dành cho cheo cheo Napu. Sách đỏ thế giới IUCN chính thức ghi nhận loài mang danh pháp Tragulus napu không còn phân bố tại Việt Nam.
Trong báo cáo công bố năm 2004 của Meijaard E. và Groves C. P., ghi nhận tại Việt Nam có 2 loài thuộc họ cheo cheo là:
- T. kanchil (thuộc nhóm loài T. javanicus), nhưng trong nhóm này thì loài T. javanicus chỉ phân bố hạn chế trên đảo Java.[3]
- T. versicolor (theo truyền thống thường xem là phân loài của T. napu). Sinh sống tại Khánh Hòa, đặc hữu Việt Nam. Điểm cần lưu ý, theo các tác giả thì T. versicolor khác biệt so với cả hai nhóm loài T. napu và T. javanicus.[4]